# ZTV-nytt
ZTV-nytt var ett ca fem minuter långt nyhetsprogram som dök upp med jämna mellanrum dygnet runt i ZTV:s tablåer. Nyheterna kom alla från kändis- och nöjesvärlden, dvs. kretsade kring aktuella händelser inom ämnen musik, film, medier och lite allmänt kändisskvaller. 
Programledarna varierade genom åren. ZTV-nytt sändes från 1992 till början av 2005. Nedläggningsbeslutet kom i december 2004 efter flera år av dåliga tittarsiffror.